# Jim Rash
Jim Rash (født 15. juli 1971) er en amerikansk skuespiller, komiker og oscarvindende manuskriptforfatter.
Rash blev født i Charlotte, North Carolina. Han dimitterede fra Charlotte Latin School, og tog derefter et ekstra år på kostskolen Lawrenceville School i New Jersey.
Rash startede på tv i 1995 med en rolle i tv-serien Cybill. Op igennem halvfemserne spillede han med i flere tv-produktioner, og han fik sin filmdebut i filmen One Hour Photo fra 2002.
I 2000 fandt han sammen med Nat Faxon, og de to begyndte at skrive sketches til et liveshow i Los Angeles. I 2005 skrev de sammen tv-filmen Adopted. I 2011 skrev de, sammen med Alexander Payne, filmen The Descendants, som de modtog 10 priser for, inklusiv en Oscar.